# Quận Reeves, Texas
Quận Reeves (tiếng Anh: Reeves County) là một quận trong tiểu bang Texas, Hoa Kỳ. Quận lỵ đóng ở thành phố Pecos6. Theo kết quả điều tra dân số năm 2000 của Cục điều tra dân số Hoa Kỳ, quận có dân số 13.137 người.
Theo Cục điều tra dân số Hoa Kỳ, quận có tổng diện tích là 2.642 dặm vuông (6.843 km ²), trong đó, 2.636 dặm vuông (6.827 km ²) là đất và dặm 6 vuông (16 km ²) của nó (0,23%) là diện tích mặt nước.

## Thông tin nhân khẩu
Trong quận, độ tuổi dân cư 29,90% ở độ tuổi dưới 18, 11,30% 18-24, 25,20% 25-44, 21,00% 45-64, và 12,60% người 65 tuổi trở lên. Tuổi trung bình là 32 năm. Cứ mỗi 100 nữ có 112,00 nam giới. Cứ mỗi 100 nữ 18 tuổi trở lên, đã có 115,40 nam giới.
Thu nhập trung bình cho một hộ gia đình trong quận đã được $ 23.306, và thu nhập trung bình cho một gia đình là $ 24.856. Nam giới có thu nhập trung bình $ 23.913 so với 13.248 $ cho phái nữ. Thu nhập trên đầu cho các quận được $ 10,811. Giới 25,40% gia đình và 28,90% dân số sống dưới mức nghèo khổ, trong đó có 36,20% những người dưới 18 tuổi và 21,60% có độ tuổi từ 65 trở lên.